# Used to Love You
Singles de Gwen Stefani
Kings Never Die
(2015) Make Me Like You
(2016)
Used to Love You est le premier single de la chanteuse américaine Gwen Stefani sortie le 20 octobre 2015.

## Classements
| Classement (2015)               | Meilleure position |
| ------------------------------- | ------------------ |
| Canada (Hot 100)                | 57                 |
| États-Unis (Hot 100)            | 77                 |
| États-Unis (Adult Contemporary) | 29                 |
| États-Unis (Adult Pop Songs)    | 17                 |
| États-Unis (Pop Airplay)        | 24                 |